# Les Écologistes
Les Écologistes (LE), formeel Europe Écologie-Les Verts (EELV), "Europa Ecologie-De Groenen"), is een Franse politieke partij die een groene politiek voert. De partij is ontstaan door een fusie van Les Verts en een aantal andere ecologistische en regionalistische partijen. Deze partijen deden voor de oprichting onder de naam Europe Écologie als coalitie mee aan de Europese Parlementsverkiezingen 2009. Bij de oprichting telde de partij ongeveer 13.000 leden. Cécile Duflot was tot 2012 de eerste voorzitter, totdat zij minister in de regering-Ayrault werd. José Bové werd in 2010 lid.
Bij de presidentsverkiezingen van 2012 was Eva Joly presidentskandidaat voor de partij. Joly behaalde in de eerste ronde 2,31% van de stemmen, hetgeen niet genoeg was voor deelname aan de tweede ronde. Daniel Cohn-Bendit zei in 2013 zijn lidmaatschap op.
Europe Écologie-Les Verts besloot voor de presidentsverkiezingen van 2017 zich niet bij de Parti socialiste (PS) aan te sluiten, niet met hun voorverkiezingen mee te doen, maar eigen verkiezingen te organiseren om een presidentskandidaat naar voren te brengen. Dat werd Yannick Jadot, maar die besloot alsnog zijn steun aan Benoît Hamon van de PS te geven. In 2022 deed Jadot wel mee, maar hij behaalde nog geen 5% van de stemmen.
Later in 2022 stapte EELV in de Nouvelle Union populaire écologique et sociale (NUPES) samen met de PS, La France insoumise (FI) en de Parti communiste français (PCF).

## Partijvoorzitters
- 2010-2012: Cécile Duflot
- 2012-2013: Pascal Durand
- 2013-2016: Emmanuelle Cosse
- 2016-2019: David Cormand
- 2019-2022: Julien Bayou
- 2022-heden: Marine Tondelier

Samenstelling per 27 juli 2019 
 De deelnemende partijen met de meeste zetels worden genoemd, alleen de partijen met een enkele zetel binnen de fractie ontbreken.